# Yoshida Hidekazu

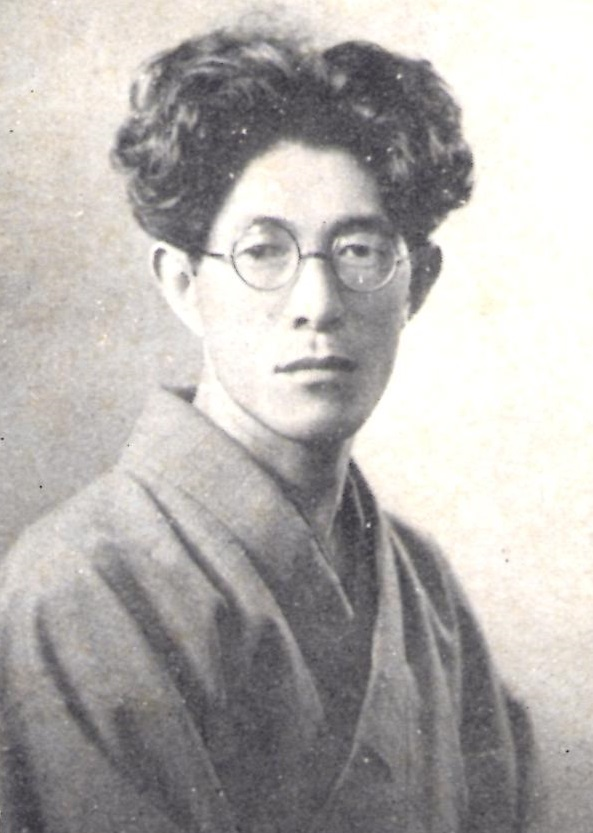
Yoshida, vor 1955

Yoshida Hidekazu (japanisch 吉田 秀和; geboren 23. September 1913 in Tōkyō; gestorben 22. Mai 2012 in Kamakura) war ein japanischer Musikkritiker und Essayist.

## Leben und Werk
Yoshida Hidekazu lernte während seiner Ausbildung an der Seijō Oberschule (成城高等学校) unter dem Deutschlehrer Abe Rokurō (阿部 六郎; 1904–1957) den späteren Dada-Poeten Nakahara Chūya (1907–1937) kennen. Danach kam er auch in Kontakt mit den Schriftstellern und Kritikern Yoshida Kazuho (吉田一穂; 1898–1973) und Kobayashi Hideo (1902–1983). Nach Abschluss an der Universität Tōkyō im Fach Romanistik arbeitete er in Teilzeit im Innenministerium. Während des Pazifikkriegs arbeitete er in der Abteilung für Information. 1942 übersetzte er Robert Schumanns „Gesammelte Schriften über Musik und Musiker“. Nach dem Krieg gab er seine Stelle im Staatsdienst auf und begann, als freier Musikkritiker zu arbeiten. 1953 veröffentlichte er seine Sammlung von Kritiken „Shudai to hensō“ (主題と変奏), etwa „Thema und Variation“, in einer Zeit, in der er mit dem Cellisten Saitō Hideo (1902–1974) und dem Komponisten Minao Shibata (1916–1996) die „Musikschule für Kinder“ gründete. Sie wurde später zur Ausbildungsstätte „Tōhō Gakuen“ (桐朋学園) und schließlich zur „Universität Tōhō Gakuen“.
Ab 1953 reiste Yoshida für etwa ein Jahr nach Europa und Amerika und erweiterte seine Kenntnisse, indem er die Auftritte vieler Komponisten und Interpreten besuchte. 1957 beteiligte er sich an der Gründung des „20th Century Music Research Institute“, in dem sich eine Gruppe japanischer Avantgarde-Komponisten zusammenfanden. Er wurde der erste Leiter. 1988 wurde er Direktor des Art Tower Mito. Yoshida schrieb für Magazine wie „Geijutsu shinchō“(藝術新潮) und „Ongaku“ (音楽芸術). Er wechselte von der Zeitung Yomiuri Shimbun zu Asahi Shimbun und schrieb viele Konzertkritiken, die weit gelesen wurden. Sein Interesse beschränkte sich nicht nur auf die klassische Musik, er hat sich auch mit modernen Strömungen auseinandergesetzt.
Seine gesammelten Schriften wurde als „Yoshida Hidekazu zenshū“ (吉田秀和全集) von 1975 bis 2004 in 24 Bänden veröffentlicht. Er erhielt dafür den Osaragi-Jirō-Preis. Neben vielen weiteren Preisen wurde Yoshida 1989 als Person mit besonderen kulturellen Verdiensten geehrt und 2006 wurde er mit dem Kulturorden ausgezeichnet.
Yoshida war in zweiter Ehe mit der deutschen Schriftstellerin Barbara Yoshida-Krafft (1927–2003) verheiratet.